# Insurrection Act
L'Insurrection Act of 1807 est une loi fédérale des États-Unis (plus précisément, 10 USC §§ 
251, 
252, 
253, 
254 et 
255) qui autorise le président des États-Unis à déployer l'Armée américaine sur le territoire des États-Unis pour mettre un terme aux troubles civils, à l'insurrection et à la rébellion.
Cette loi a servi de fondement à la déclaration de guerre des États sudistes contre les États nordistes (guerre de Sécession).

## Histoire
L'Insurrection Act a été invoqué tout au long de l'histoire américaine. Au XIXe siècle, il a été invoqué lors de conflits avec les Amérindiens. À la fin du XIXe siècle et au début du XXe siècle, il a été invoqué lors de conflits de travail. Puis, il a régulièrement été utilisé contre les émeutes raciales.

## Liste des utilisations
| Date              | Président             | Demandé par l'État ? | Lieu                                            | Événement                                                                         |
| ----------------- | --------------------- | -------------------- | ----------------------------------------------- | --------------------------------------------------------------------------------- |
| 19 avril 1808     | Thomas Jefferson      |                      | Lake Champlain                                  | Violations des lois sur l'embargo de 1807                                         |
| 23 août 1831      | Andrew Jackson        | Oui                  | Norfolk, Virginie                               | Révolte d'esclaves de Nat Turner                                                  |
| 28 janvier 1834   | Andrew Jackson        | Oui                  | Williamsport, Maryland                          | Conflit entre travailleurs sur le Chesapeake and Ohio Canal                       |
| 17 octobre 1871   | Ulysses S. Grant      | Non                  | Caroline du Sud                                 | Suppression du Ku Klux Klan                                                       |
| 15 septembre 1872 | Ulysses S. Grant      | Non                  | La Nouvelle-Orléans, Louisiane                  | Troubles à la suite des élections du gouverneur de Louisiane de 1872 (en)         |
| 13 mai 1874       | Ulysses S. Grant      | Oui                  | Little Rock, Arkansas                           | Guerre Brooks–Baxter                                                              |
| 7 octobre 1878    | Rutherford B. Hayes   | Oui                  | Comté de Lincoln, Territoire du Nouveau-Mexique | Guerre du comté de Lincoln                                                        |
| 7 juillet 1894    | Grover Cleveland      | Oui                  | Chicago, Illinois                               | Grève Pullman                                                                     |
| 28 avril 1914     | Woodrow Wilson        | Oui                  | Colorado                                        | Guerre des champs de charbon du Colorado (en)                                     |
| 22 juillet 1943   | Franklin D. Roosevelt | Oui                  | Détroit, Michigan                               | Émeutes racistes de Détroit de 1943 (en)                                          |
| 24 septembre 1957 | Dwight D. Eisenhower  | Non                  | Little Rock, Arkansas                           | Pour protéger les Neuf de Little Rock                                             |
| 30 septembre 1962 | John F. Kennedy       | Non                  | Oxford, Mississippi                             | Émeutes de 1962 à l'université du Mississippi                                     |
| 11 juin 1963      | John F. Kennedy       | Non                  | Tuscaloosa, Alabama                             | Stand in the Schoolhouse Door (en), Mouvement afro-américain des droits civiques  |
| 10 septembre 1963 | John F. Kennedy       | Non                  | Alabama                                         | Ordonnances de déségrégation dans les écoles publiques de l'Alabama               |
| 24 juillet 1967   | Lyndon B. Johnson     | Oui                  | Détroit, Michigan                               | Émeutes de 1967 à Détroit                                                         |
| 5 avril 1968      | Lyndon B. Johnson     | Oui                  | Washington DC                                   | Émeutes de 1968 à Washington, D.C. (en), après l'assassinat de Martin Luther King |
| 7 avril 1968      | Lyndon B. Johnson     | Oui                  | Baltimore, Maryland                             | Émeutes de 1968 à Baltimore, après l'assassinat de Martin Luther King             |
| 7 avril 1968      | Lyndon B. Johnson     | Oui                  | Chicago, Illinois                               | Émeutes de 1968 à Chicago, après l'assassinat de Martin Luther King               |
| 20 septembre 1989 | George H. W. Bush     | Oui                  | Sainte-Croix, Îles Vierges des États-Unis       | Désordres à la suite de l'ouragan Hugo                                            |
| 1er mai 1992      | George H. W. Bush     | Oui                  | Comté de Los Angeles, Californie                | Émeutes de 1992 à Los Angeles                                                     |